# 飼料製造管理者
飼料製造管理者（しりょうせいぞうかんりしゃ）とは独立行政法人農林水産消費安全技術センター（旧肥飼料検査所）の行う飼料製造管理者資格取得講習会により資格を取得した者。

## 概要
飼料の安全性の確保及び品質の改善に関する法律に基づき、飼料の製造にあたり特別の注意を必要とする抗菌性飼料添加物を含む飼料等を製造する際に、飼料等の製造を実地に管理するため、その事業所ごとに法令に定められた資格を有する業務を行う。

## 受講資格
獣医師又は薬剤師、大学等において薬学、獣医学、畜産学、水産学又は農芸化学の課程を修めて卒業したこと、令3条の各号に掲げる飼料又は飼料添加物の製造の業務に3年以上従事し、かつ農林水産大臣が定める講習会の課程を修了していることとされている。

## 講習
講習は不定期で農林水産消費安全技術センター本部のある埼玉県で行われる。

### 講習科目
1. 飼料の安全性確保、品質改善に関する行政令
2. 家畜衛生及び、食品衛生に関する法令
3. 製造管理
4. 飼料の分析と鑑定
5. 家畜栄養学
6. 家畜衛生学
7. 飼料及び、飼料添加物の安全対策
8. 飼料添加物各論
9. 飼料及び飼料添加物の分析実習
10. 修了考査